# Gastrodelphys myxicolae
Gastrodelphys myxicolae is een eenoogkreeftjessoort uit de familie van de Gastrodelphyidae. De wetenschappelijke naam van de soort is voor het eerst geldig gepubliceerd in 1889 door List.